# Spiralni vjetroagregat
Spiralni vjetroagregat je vjetroagregat s vertikalnom osi vrtnje kojeg karakteriziraju spiralne lopatice koje pretvaraju kinetičku energiju vjetra u mehaničku koja uzrokuje rotaciju vratila koja se preko električnog generatora pretvara u električnu energiju. Jedna od glavnih prednosti ovakvih vjetroagregata je manja buka za vrijeme rotacije turbine sa spiralnim lopaticama.
Spiralna Savoniusova turbina
Spiralna Savoniusova turbina je modificirana Savoniusova turbina s dugačkim spiralnim lopaticama. Savoniusova turbina se okreće relativno sporo, ali proizvodi velik okretni moment. Spiralne Savoniusove turbine se najčešće koriste na kućnim krovovima, ali su također prilagođene i za uporabu na brodovima.
Savoniusovu turbinu je izumio finski inženjer Sigurd Johannes Savonius 1922. godine.

Spiralna Gorlov turbina
Gorlov turbina je unaprijeđena Darrieusova turbina koja koristi spiralne lopatice. Ima iskoristivost energije vjetra do 35 %.
Postoje i Gorlov turbine koje su vodne turbine, te je njihova orijentacija osi rotacije u tom slučaju vodoravna. Ovakve turbine imaju uglađeniju krivulju momenta od Darrieusove turbine, te zbog toga stvaraju manje vibracije i buku.